# Yangma Dao
Yangma Dao (kinesiska: 养马岛) är en ö i Kina. Den ligger i provinsen Shandong, i den östra delen av landet, omkring 420 kilometer öster om provinshuvudstaden Jinan. Arean är 9,1 kvadratkilometer. Den sträcker sig 4,9 kilometer i nord-sydlig riktning, och 6,7 kilometer i öst-västlig riktning.
Genomsnittlig årsnederbörd är 743 millimeter. Den regnigaste månaden är juli, med i genomsnitt 227 mm nederbörd, och den torraste är januari, med 13 mm nederbörd.